# Шенье, Клифтон
Клифтон Шенье (англ. Clifton Chenier; 25 июня 1925 года года, Опелусас, Луизиана, США — 12 декабря 1987 года, Лафейетт, Луизиана, США) — американский музыкант, аккордеонист, вокалист, композитор, пионер зайдеко. Лауреат премии Grammy Lifetime Achievement Award (2014), лауреат Грэмми в номинации «Лучшая этническая или традиционная народная запись» (1983), номинант на премию Грэмми (1978, 1985). Член Зала славы блюза (1989), член Зала славы музыки Луизианы (2011). Номинант Blues Music Awards в номинации «Перевыпущенный альбом» (1988) . Неоспоримый «Король зайдеко», возможно что изобретатель стиля зайдеко , и во всяком случае, первый музыкант открывший эту музыку широкой публике.  

## Биография
Клифтон Шенье родился в Леонвилле близ Опелусаса, штат Луизиана и его родным языком был луизианский французский. 
Шенье вырос в музыкальной семье: его отец издольщик Джозеф Шенье играл на однорядном диатоническом аккордеоне на танцах, его дядя, Моррис Шенье, играл на гитаре, скрипке и был владельцем клуба. Они играли в старом креольском стиле «la la», который был тесно связан по звучанию с ранней музыкой каджунов. Местным влиянием на творчество музыканта стали креольские музыканты Клод Фолка, Джесси и ЗоЗо Рейнольдс и Сидни Бабино, а впоследствии Мадди Уотерс, Пити Уитстроу и Лайтнин Хопкинс, а также Фэтс Домино и Профессор Лонгхейр. Сам Клифтон Шенье освоил аккордеон в возрасте 16 лет и с тех пор играл на танцах вместе со своим старшим братом Кливлендом, игравшим на стиральной доске. Со временем Клифтон Шенье перешёл с маленького диатонического аккордеона на более крупный и гибкий фортепианный аккордеон. В 1942 году Клифтон отправился в Лейк-Чарльз, где играл в Clarence Garlow Band, и работал водителем грузовика в близлежащих нефтяных компаниях.  Три года спустя он женился на своей жене Маргарет, а в 1946 году переехал в Хьюстон, где работал на местном нефтеперерабатывающем заводе. Вскоре он снова стал играть вместе с братом на танцах в группе под названием Red Hot Sizzling Band. Братья Шенье выступали по всему побережью залива, как в Луизиане, так и в Техасе.    
В 1954 году Шенье начал свою карьеру звукозаписи подписав контракт с Elko Records и выпустив сингл «Cliston Blues»/«Lousiana Stomp», имевший региональный успех. Эти два трека являются одними из самых ранних записанных примеров того, что сейчас известно как зайдеко. Imperial Records переиздала сингл в национальном масштабе, а Шенье записал ещё четыре стороны для дочернего лейбла Post Records: на всех их содержалась ошибка в имени музыканта, названного Клистон. В 1955 году он основал группу Zodico Ramblers в которой, помимо  аккордеона и стиральной доски, были барабаны, гитара, бас, фортепиано и саксофон. В том же году он подписал контракт с Specialty Records и получил свой первый национальный хит «Eh, 'tite Fille»,  кавер-версии песни Профессора Лонгхейра. Успех релиза привел к тому, что Шенье оставил работу и к многочисленным турам с популярными исполнителями ритм-энд-блюза, такими как Рэй Чарльз, Этта Джеймс, Чак Берри, Литтл Ричард, Ти-Боун Уокер и Лоуэлл Фулсон. В конце 1950-х Клифтон Шенье подписал контракт с Chess Records в Чикаго. В начале 1960 Шенье переехал в Хьюстон а затем, при посредстве Лайтнина Хопкинса (его родственника через жену ) с лейблом Arhoolie в начале 1960-х. Arhoolie открыл музыканта для аудитории слушателей блюза и рока по всей территории США. 

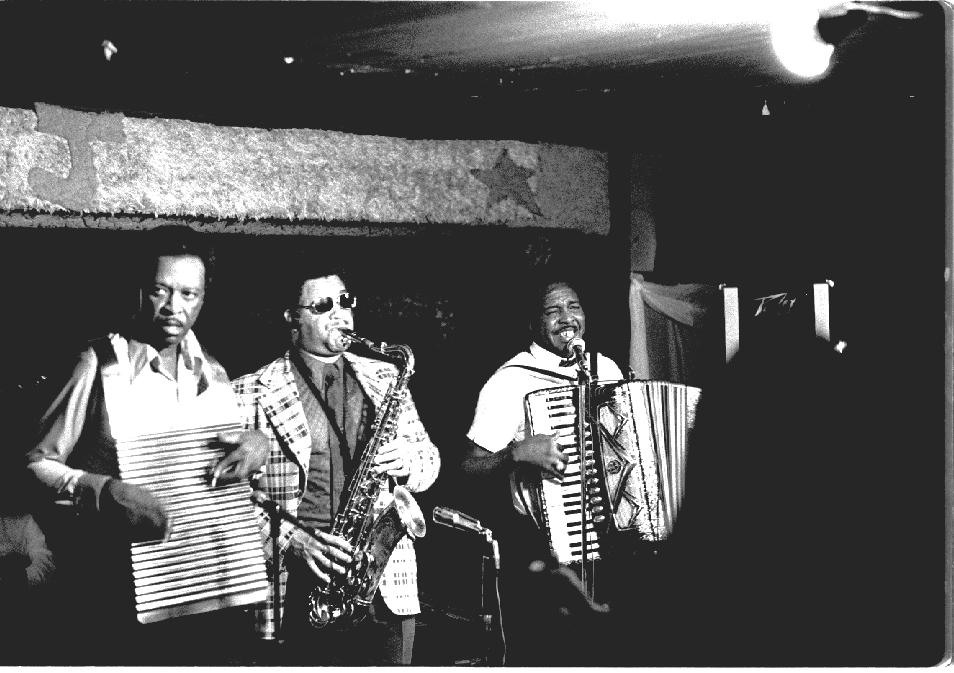
Братья Шенье, слева Кливленд Шенье, играющий на фроттуаре

В апреле 1966 года Шенье появился на фестивале блюза в Беркли в кампусе Калифорнийского университета и впоследствии был описан Ральфом Дж. Глисоном, джазовым критиком San Francisco Chronicle как «один из самых удивительных музыкантов, которых я слышал за последнее время, с удивительно трогательной манерой игры на аккордеоне… блюзовом аккордеоне, да-да, блюзовом аккордеоне». Со временем состав группы Шенье расширился, туда вошли саксофон и орган, причем все мелодические инструменты поочередно исполняли соло. В 1976 году Шенье сформировал группу Red Hot Louisiana Band.
Популярность Шенье достигла пика в 1980-х годах, он гастролировал по всему миру, выступал в 1984 году в Белом доме для Рональда Рейгана, и в 1983 году он был отмечен премией Грэмми за свой альбом I'm Here! Это была первая премия Грэмми для его нового лейбла Alligator Records а сам Клифтон Шенье стал вторым после Квин Айды креолом из Луизианы, получившим Грэмми.  В 1984 году получил награду National Heritage Fellowship, присуждаемую Национальным фондом искусств США, высшую награду, присуждаемую правительством США за заслуги в области народного искусства. Входит в число немногих уроженцев Луизианы, перечисленных в Кембриджском американском биографическом словаре. В 2016 году Библиотека Конгресса признала альбом Шенье 1975 года Bogalusa Boogie «имеющим культурное, историческое или эстетическое значение» и направила его на ранение в Национальный реестр звукозаписи. 
Шенье считается изобретателем фроттуара, музыкального инструмента, модернизированной деревянной или гофрированной жестяной стиральной доски, которая надевалась на музыканта как жилет.  
Клифтон Шенье страдал диабетом, из-за которого ему в конечном итоге пришлось ампутировать ногу и проходить диализ из-за сопутствующих проблем с почками. Умер от почечной недостаточности ввиду диабета в декабре 1987 года в Лафейете, штат Луизиана, похоронен на кладбище All Souls в Луровилле, штат Луизиана
Дело музыканта продолжает его сын Си Джей Шенье, обладатель премии 1995 года за лучший зайдеко альбом от журнала Living Blues. 
Клифтон Шенье упоминается во многих песнях различных музыкантов: «That Was Your Mother» Пола Саймона, «South of I-10» Сонни Ландрета, «Lafayette» Джона Мелленкампа, «Clif's Zydeco» Закари Ричарда, а Рори Галлахер написал песню в честь Шенье «The King of Zydeco».
«Его музыкальный стиль все больше тяготел к ритм-энд-блюзу. Однако знаковые черты зайдеко, такие как луизианский французский и неизменно популярные вальс и двухтактовые танцевальные формы, никогда полностью не пропадали из его выступлений».
«В 1940-х годах Шенье впитал джамп-блюз Луи Джордана, и вскоре начал смешивать ритм-энд-блюз с креольской музыкой. Из этой мощной смеси и появился современный зайдеко».
«По мере того, как он все больше отходил от старого стиля la la, Шенье начал смешивать французские и каджунские тустепы и вальсы из Юго-Западной Луизианы с новоорлеанским R&B, техасским блюзом и джазом биг-бэнда, чтобы создать современное звучание зайдеко». 
«Шенье был известен своим броским сценическим нарядом из плаща и короны (и изящного золотого зуба), но именно его создание радостной, бурной и очень танцевальной музыки зайдеко сделало его легендой».
«Клифтон Шенье не создал зайдеко…хотя он, безусловно, систематизировал способ, которым эта луизианская креольская музыка до сих пор исполняется в заливах рек и за их пределами».

## Избранная дискография
- Cliston's Blues/Louisiana Stomp (Elko Records), 1954
- Country Bred/Rockin' The Bop (Post Records), 1954
- Ay-Tete Fi (Specialty Records), 1955
- Louisiana Blues & Zydeco (Arhoolie Records), 1965
- Bon Ton Roulet ! (Arhoolie), 1967
- Bogalusa Boogie (Arhoolie), 1975
- Frenchin' the Boogie (Blue Star), 1976
- Boogie in Black and White (Jin Records), 1976
- Red Hot Louisiana Band (Arhoolie), 1977
- New Orleans (GNP Crescendo Records GNP 2119) 1978
- Boogie & Zydeco (Sonet Records SNTF 801), 1979
- I'm Here! (Alligator Records), 1982